# Knipolegus nigerrimus
La viudita aterciopelada (Knipolegus nigerrimus), también denominada viudita sedosa, es una especie de ave paseriforme de la familia Tyrannidae perteneciente al género Knipolegus. Es endémica del noreste y sureste de Brasil. 

## Distribución y hábitat
Se distribuye de forma disjunta en el noreste, y en el centro este, sureste y parte del sur de Brasil.
Esta especie es considerada local y generalmente poco común en su hábitat natural, las áreas semiabiertas y los bordes de bosques montanos, entre los 700 y 2700 m de altitud.

## Sistemática

### Descripción original
La especie K. nigerrimus fue descrita por primera vez por el naturalista francés Louis Pierre Vieillot en 1818 bajo el nombre científico Muscicapa nigerrima; su localidad tipo es: «Brasil».

### Etimología
El nombre genérico masculino «Knipolegus» se compone de las palabras del griego «knips, knipos» que significa ‘insecto’, y «legō» que significa ‘agarrar’, ‘capturar’; y el nombre de la especie «nigerrimus», en latín significa ‘muy negro’.

### Subespecies
Según la clasificaciones del Congreso Ornitológico Internacional (IOC) se reconocen dos subespecies, con su correspondiente distribución geográfica:
- Knipolegus nigerrimus hoflingae Lencioni-Neto, 1996 – noreste de Brasil desde el oeste de Pernambuco hasta el centro de Bahia (Chapada Diamantina); fue registrada también en Rio Grande do Norte y Ceará.
- Knipolegus nigerrimus nigerrimus (Vieillot, 1818) – centro este y sureste de Brasil desde Goiás, Minas Gerais y Espírito Santo hacia el sur hasta Río Grande del Sur, incluyendo las colinas de Río de Janeiro (Corcovado, Pico da Tijuca, Pico da Gávea); también, posiblemente esta subespecie, en el centro este de Tocantins.